# 윤지하
윤지하는 대한민국의 성우이다. 1970년 MBC에 입사했으며, 현재는 MBC 4기이다. 문화방송 성우극회 소속.

## 주요 출연작품

### 애니메이션
- 신밧드의 모험 (KBS)
- 은하철도 999 (MBC) - 하록
- 개구쟁이 죠디 (MBC)
- 날아라 스타에이스 (MBC) - 김 박사
- 목장의 소녀 캐트리 (MBC)
- 고바리안 (MBC) - 돔슨
- 톰 소여의 모험 (MBC) - 짐
- 천사소녀 새롬이 (MBC)
- 슈퍼 특공대 (MBC)
- 들장미소녀 캔디 (MBC) - 아치 / 의사
- 우주보안관 장고 (MBC)
- 그로이저X (MBC)
- 서부소년 차돌이 (MBC)

### 애니메이션 영화
- 팬텀 2040 (MBC)

### 영화
- 크미치스 (MBC) - 폴란드 왕(피오트르 파블로브스키)
- 허리케인 (MBC) - 간수장(존 캐러딘)
- 미시시피 버닝 (MBC)
- 구니스 (MBC) - 브랜드 월쉬(조시 브롤린)

### 외화
- 오토 맨 (MBC) - 월터
- 게리슨 유격대 (MBC) - 취프